# ISO 3166-2:AT
ISO 3166-2:AT
この記事は、ISOの3166-2規格の内、ATで始まるものの一覧であり、オーストリアの地方のコードである。オーストリアの9つの州をすべてをカバーしている。
はじめの「AT」はISO 3166-1によるオーストリアの国名コード。その後に続く一文字の数字がそれぞれの州を表している。

## コード
| コード | 行政区画名               | ドイツ語表記     |
| ------ | ------------------------ | ---------------- |
| AT-1   | ブルゲンラント州         | Burgenland       |
| AT-2   | ケルンテン州             | Kärnten          |
| AT-3   | ニーダーエスターライヒ州 | Niederösterreich |
| AT-4   | オーバーエスターライヒ州 | Oberösterreich   |
| AT-5   | ザルツブルク州           | Salzburg         |
| AT-6   | シュタイアーマルク州     | Steiermark       |
| AT-7   | チロル州                 | Tirol            |
| AT-8   | フォアアールベルク州     | Vorarlberg       |
| AT-9   | ウィーン                 | Wien             |